# Ex on the Beach (1.ª temporada)
A primeira temporada de Ex on the Beach, um reality show britânico, começou a ser exibida em 22 de abril de 2014 na MTV. A série foi concluída em 10 de junho de 2014, depois de 8 episódios. O programa foi anunciado em fevereiro de 2014. Dentre os participantes temos a estrela de Geordie Shore Vicky Pattison, que foi acompanhada por dois de seus ex, os companheiros de Geordie Shore Ricci Guarnaccio, e Dan Conn. 
Ashley Caim retornou mais tarde à praia durante a segunda temporada, desta vez como um ex-namorado, enquanto Vicky voltou como uma ex durante a terceira temporada. Chloe Goodman participou do Celebrity Big Brother, em 2015. Durante o "All star" quinta temporada, tanto Chloe e Liam voltaram à praia, no elenco principal, enquanto Ashley e Joss voltaram mais uma vez como ex. Ross também fez um retorno à praia, na sexta temporada. 

## Participantes
A lista oficial com os nomes dos participantes foi lançada em 13 de Março de 2014 e incluía quatro homens: Ashley Caim, Jack Lomax, Liam Lewis e Marco Alexandre; bem como quatro mulheres; Chloe Goodman, Emily Gillard, Farah Sattaur e a estrela de Geordie Shore Vicky Pattison.
Todos os participantes oficiais chegaram no primeiro episódio do reality, mas seriam acompanhados por seus ex um por um, ao longo da série. Durante o primeiro episódio o ex-ficante de Chloe, Ross Worswick foi introduzido, e Frankie Thorpe ex-namorada de Marco chegou em busca de vingança. A ex-namorada do Ashley, Talitha Minnis chegou durante o segundo episódio. Durante o terceiro episódio, apesar de ser trazido para a série como um ex, Ross ficou em choque quando sua ex-namorada Emma Jane Lang chegou na praia. Depois de ficarem juntos na casa, Vicky e Ross terminaram o breve namoro e eles foram oficialmente adicionados a lista de ex um do outro. Dann Conn, antigo romance de Vicky durante a sexta temporada de Geordie Shore, chegou durante o quarto episódio da temporada. Enquanto isso, Frankie foi removida da casa depois de ficar doente. Foi anunciado que ela não iria voltar. Joss Mooney chegou no quinto episódio, e apesar de ser um ex-namorado de Talitha, ele teve um encontro com Emma Jane e uma vez compartilhou um beijo com Chloe. Durante o sexto episódio, Shelby Billingham fez sua primeira aparição. Ela é a ex-namorada de Joss e Ross. Depois de muita expectativa, a estrela de Geordie Shore Ricci Guarnaccio chegou na praia durante o sétimo episódio e imediatamente causou problemas para a sua ex-noiva, Vicky. Devido a seu comportamento agressivo Ashley, foi removido da casa, durante o episódio final da série. Apesar de serem membros oficiais, nenhum ex de Emily, Farah, Jack ou Liam chegou na praia.
- Negrito indica o membro original do elenco; todos os outros participantes, foram trazidos para a série como um ex.

| Episódios | Nome              | Idade (durante as gravações) | Cidade natal       | Ex                                                               |  |
| --------- | ----------------- | ---------------------------- | ------------------ | ---------------------------------------------------------------- |  |
| 8         | Ashley Cain       | 23                           | Nuneaton           | Talitha Minnis                                                   |  |
| 8         | Chloe Goodman     | 20                           | Brighton           | Ross Worswick                                                    |  |
| 8         | Emily Gillard     | 18                           | Cheshire           | —                                                                |  |
| 8         | Farah Sattaur     | 28                           | Londres            | —                                                                |  |
| 8         | Jack Lomax        | 22                           | Nottingham         | —                                                                |  |
| 8         | Liam Lewis        | 25                           | Hartlepool         | —                                                                |  |
| 8         | Marco Alexandre   | 22                           | Sheffield          | Frankie Thorpe                                                   |  |
| 8         | Vicky Pattison    | 25                           | Newcastle          | Dan Conn, Ricci Guarnaccio, Ross Worswick                        |  |
|           |                   |                              |                    |                                                                  |  |
| 8         | Ross Worswick     | 23                           | Manchester         | Chloe Goodman, Emma Jane Lang, Shelby Billingham, Vicky Pattison |  |
| 4         | Frankie Thorpe    | 18                           | Kettering          | Marco Alexandre                                                  |  |
| 7         | Talitha Minnis    | 21                           | Norwich            | Ashley Cain, Joss Mooney                                         |  |
| 6         | Emma Jane Lang    | 23                           | Manchester         | Joss Mooney, Ross Worswick                                       |  |
| 5         | Dan Conn          | 27                           | Sydney, Austrália  | Vicky Pattison                                                   |  |
| 4         | Joss Mooney       | 24                           | Manchester/Norwich | Emma Jane Lang, Shelby Billingham, Talitha Minnis                |  |
| 3         | Shelby Billingham | 19                           | Birmingham         | Joss Mooney, Ross Worswick                                       |  |
| 2         | Ricci Guarnaccio  | 27                           | Newcastle          | Vicky Pattison                                                   |  |

### Duração do elenco
| Participantes | Episódios | Episódios | Episódios | Episódios | Episódios | Episódios | Episódios | Episódios |
| Participantes | 1         | 2         | 3         | 4         | 5         | 6         | 7         | 8         |
| Ashley        |           |           |           |           |           |           |           |           |
| Chloe         |           |           |           |           |           |           |           |           |
| Emily         |           |           |           |           |           |           |           |           |
| Farrah        |           |           |           |           |           |           |           |           |
| Jack          |           |           |           |           |           |           |           |           |
| Liam          |           |           |           |           |           |           |           |           |
| Marco         |           |           |           |           |           |           |           |           |
| Vicky         |           |           |           |           |           |           |           |           |
| Ross          |           |           |           |           |           |           |           |           |
| Frankie       |           |           |           |           |           |           |           |           |
| Talitha       |           |           |           |           |           |           |           |           |
| Emma Jane     |           |           |           |           |           |           |           |           |
| Dan           |           |           |           |           |           |           |           |           |
| Joss          |           |           |           |           |           |           |           |           |
| Shelby        |           |           |           |           |           |           |           |           |
| Ricci         |           |           |           |           |           |           |           |           |
| ------------- | --------- | --------- | --------- | --------- | --------- | --------- | --------- | --------- |